# Phattharaphon Jansuwan
Phattharaphon Jansuwan (thailändisch ภัทรพล จันทร์สุวรรณ์, * 22. April 1997), auch als Earth bekannt, ist ein thailändischer Fußballspieler.

## Karriere
Phattharaphon Jansuwan spielte bis Ende 2018 beim BGC FC. Der Verein aus Nonthaburi spielte in der vierten Liga, der Thai League 4, in der Bangkok Region. 2019 wechselte er zum Zweitligisten Air Force Central. Mit dem Bangkoker Verein spielte er in der zweiten Liga, der Thai League 2. Für die Air Force absolvierte er 2019 zwanzig Zweitligaspiele. Ende 2019 gab die Air Force bekannt, dass man sich aus dem Ligabetrieb zurückzieht. Anfang 2020 unterschrieb er einen Vertrag beim Zweitligisten Uthai Thani FC in Uthai Thani. Nach der Saison 2020/21 musste er mit Uthai Thani in die Thai League 3dritte Liga absteigen. Hier trat er mit dem Verein in der Northern Region an. Am Ende der Saison 2021/22 feierte er mit Uthai Thani die Meisterschaft der Region. In der National Championship, den Aufstiegsspielen zur zweiten Liga, belegte man den ersten Platz und stieg nach einer Saison in der Drittklassigkeit wieder in zweite Liga auf. Am Ende der Saison wurde er mit Uthai Thani Tabellendritter und qualifizierte sich somit für die Aufstiegsspiele zur ersten Liga. Hier konnte man sich im Finale gegen den Customs United FC durchsetzen und stieg in die erste Liga auf. Nach insgesamt 88 Ligaspielen wurde sein Vertrag Anfang Januar 2024 nicht verlängert. Im Januar 2024 verpflichtete ihn der Erstligist Khon Kaen United FC. Am Ende der Saison 2024/25 wurde er mit Khon Kaen Tabellenletzter und musste somit in die zweite Liga absteigen. Im Sommer 2025 wechselte er auf Leihbasis zum Zweitligaaufsteiger Pattani FC.

## Erfolge
Uthai Thani FC
- Thai League 3 – North: 2021/22
- Thai League 3 – National Championship: 2021/22  ▲